# Lech (książę czeski)
Lech (łac. dux Lecho, ur. ?, zm. prawdopodobnie 805) – historyczny książę jednego z plemion czeskich, poległy w walce z wojskami cesarza Karola Wielkiego w 805 roku, najpewniej przy oblężeniu Canburga, siedzibie rodowej księcia Lecha, w dolinie dolnej Ochrzy (cz. Ohře, niem. Eger, celt. Agara).
Wiadomość o Lechu przekazały Annales Regni Francorum, Annales Mettenses i Annales Fuldenses.
Niektórzy polscy historycy łączą go z postacią legendarnego założyciela Polski – Lecha.

## Postać legendarna
Czesi w późniejszych podaniach odrzucili historycznego księcia czeskiego Lecha, zmieniając go ustawicznie na Becha, by dopasować go do eponimu Bech – „praojciec Bohemów = Czechów”.